# Savez hokeja na ledu Srbije
Der Serbische Eishockeyverband (serbisch Савез хокеја на леду Србије Savez hokeja na ledu Srbije) ist der nationale Eishockeyverband Serbiens.

## Geschichte
Der Serbische Eishockeyverband ist Nachfolger des Eishockeyverbands Jugoslawiens, der bereits am 1. Januar 1939 in die Internationale Eishockey-Föderation aufgenommen wurde. Der Verband gehört zu den IIHF-Vollmitgliedern. Aktueller Präsident ist Nebojša Ilić.
Der Verband organisiert die Spiele der serbischen Eishockeynationalmannschaft sowie der Junioren-Mannschaften. Zudem wird unter dem Dach des Verbandes der Spielbetrieb auf Vereinsebene, unter anderem in der serbischen Eishockeyliga, ausgetragen.